# Lars Bastrup
Lars Bastrup Jørgensen (* 31. Juli 1955 in Levring) ist ein ehemaliger dänischer Fußballspieler.

## Abenteuer Bundesliga
Der kleine dänische „Blondschopf“ und Flügelflitzer kam Anfang Dezember 1975 im Alter von 20 Jahren von IHF Aarhus zu dem auf dem 18. Platz stehenden Bundesliga-Verein Kickers Offenbach. Seinen ersten Einsatz hatte er am 6. Dezember 1975. Kickers Offenbach gewann mit 1:0 gegen den Abstiegskonkurrenten Hannover 96. Es sollte das einzige Spiel unter seinem damals jungen Trainer Otto Rehhagel (37 Jahre alt) bleiben. Dieser wurde danach durch den erfahrenen Zlatko Čajkovski (52 Jahre alt, vom 1. FC Köln kommend) ersetzt.
Bastrup wurde gleich Stammspieler (18 Spiele in Folge, aber nur 2 Tore) in dem Team mit Spielern wie z. B. Siggi Held, Gernot Rohr und Norbert Janzon. Auch er konnte den drohenden Abstieg der Kickers nach der Saison 1974/75 in die 2. Fußball-Bundesliga nicht verhindern.

## Der zweite Frühling
Nachdem es ihn nach seinem kurzen Gastspiel in Offenbach wieder nach Aarhus gezogen hatte, sollte es fünf Jahre dauern, bis er in der deutschen Fußball-Bundesliga seinen zweiten Frühling erleben durfte.
Manager Günter Netzer und Trainer Ernst Happel holten zur Saison 1981/82 den dänischen Nationalspieler im Alter von nun 26 Jahren zum Hamburger SV. Dort wurde der „Wiesel“ eine echte Verstärkung und Publikumsliebling  (was dem HSV noch bis zum heutigen Tage eine große treue dänische Anhängerschaft verschaffte). Alle 34 Bundesligaspiele machte er mit und traf gleich 13 mal ins Tor. Zusammen mit Horst Hrubesch bildete er ein erfolgreiches Sturmduo.
Bastrup wurde gleich Deutscher Meister und stand auch im Endspiel des UEFA-Pokals 1982. Seinen wichtigen Toren in den internationalen Spielen verdankte er den Titel „Mr. Europacup“.
Im Jahr darauf schoss er im Landesmeisterwettbewerb alle drei Tore im Viertelfinalhinspiel bei Dynamo Kiew. Er verteidigte 1983 den Meistertitel und holte in Athen den größten Titel in der HSV-Geschichte, nämlich den Europapokal der Landesmeister. In diesem Spiel gegen Juventus Turin wurde er schwer verletzt (Kieferbruch) und musste vorzeitig ausgewechselt werden. 
In der Bundesliga-Saison 1982/83 hatte er mit Jürgen Milewski einen starken Konkurrenten im Sturm, so dass er auf 25 Einsätze mit nur fünf Toren kam.

## Zeit nach dem HSV
Nach zwei Jahren verließ er den HSV wieder Richtung Heimat zu IK Skovbakken. Dort spielte er weitere zwei Jahre Fußball. Nach einer im April 1986 erlittenen Knieverletzung beendete Bastrup seine Laufbahn.
Danach verdiente der gelernte Lehrer sein Geld als Unternehmer, hielt aber zeitweise noch Kontakt nach Hamburg und spielte gelegentlich in der HSV-Altligamannschaft. Später war er in verschiedenen Funktionen beim FC Midtjylland tätig, hat aber inzwischen mit dem Fußball überhaupt nichts mehr zu tun.

## Sein neues Leben
Er leitet mit seiner Frau ehrenamtlich eine messianisch-jüdische Gemeinde in Aarhus (Dänemark). Von dort aus pflegt er Kontakte zu anderen Gemeinden in Israel, wo er zeitweise einige Monate verbrachte.

## Erfolge
- Deutscher Meister 1982 und 1983
- Europapokalsieger der Landesmeister 1983